# Doma TV
Doma TV je hrvatska komercijalna televizija s nacionalnom pokrivenošću koja je s emitiranjem počela 2. siječnja 2011. u 18 sati. Program je započeo emisijom Dobrodošli doma, koju su vodili Mia Kovačić i Igor Mešin, a gošća je bila Nina Badrić.
Doma TV svakodnevno nudi programe svjetske produkcije velikih američkih studija kao što su Warner Bros i Sony, najpoznatijih europskih produkcijskih kuća kao što su BBC, Mediaset, ITV (Granada) i RDF te hrvatsku domaću produkciju.

## Program

### Serije
- Klub otpisanih
- Tudori
- Opasna igra
- Slatke male lažljivice
- Hitna Miami
- Ptice umiru pjevajući
- Prijatelji
- Prijateljice
- Moje kćeri
- Novi život
- Početak
- Seks i grad
- Vještice iz Eastwicka
- Robinson Crusoe
- Zaboravljene duše
- Hank
- Flash Gordon
- Prošli život
- Christopher Columbus
- Tajne Avalona
- Sjajna vremena
- Potjera
- Na tajnom zadatku
- Hellcats
- Djevojke na zadatku
- Zakon brojeva
- Živa meta
- Nikita
- Posjetitelji (TV serija)
- Mike i Molly
- Vampirski dnevnici
- Gilmorice
- U dvoje je bolje
- Televizijska posla
- Frikovi
- Smallville
- Puna kuća
- Mr. Bean
- Seinfeld
- Na putu prema dolje
- Pravednik
- Besramnici
- Hamburg 112
- Cobra 11

### Trenutno
- Tuđi život
- Autocesta kroz pakao
- Kosti
- Mentalist
- Inspektor Rex
- NCIS: Los Angeles

### Domaće
- Pod sretnom zvijezdom
- Zakon ljubavi
- Hitna 94
- Naša mala klinika
- Cimmer fraj

### Sapunice

#### Turske
- Strasti Orijenta (TV serija)
- Suze Bospora (TV serija)
- Sjene prošlosti
- Gumuš
- Asi (TV serija)
- Moja majka (TV serija)
- Ljubav osvetnika
- Ljubavna oluja

#### Latinoameričke
- Zamka
- Kameleoni
- Rebelde
- Valeria
- Elena
- Ukleta Mariana
- Magična privlačnost
- Esmeralda
- Rosalinda
- U ime ljubavi
- Vatreno srce
- Kraljica juga
- Otimačica
- Eva Luna
- Doña Bárbara
- Marisol
- Ljubav bez granica
- Oluja u raju
- Za tvoju ljubav
- Labirint strasti
- Istinska ljubav
- Plamen ljubavi
- Oprezno s anđelom
- Rosario
- Pobjeda ljubavi
- Rubi
- Zauvijek zaljubljeni
- Divlja u srcu

#### Ostale
- Ana
- Mala nevjesta

### Reality program
- Znate li plesati?
- Savršena nevjesta
- Doktor s Beverly Hillsa
- Dom iz snova
- Pod nož
- Jamie Oliver

### Domaći
- Doma IN
- Zadovoljna
- Koktel
- ZelenJava
- Flash Vijesti
- Ne zaboravi stihove
- Supertalent
- Okusi Hrvatske
- Miss Universe Dalmacije

### Show
- Nate Berkus show

## Poveznice
- Službene stranice Dome TV